# Mikrowelten
Bei Mikrowelten handelt es sich um Computersimulationen von Problemsituationen. Mit ihrer Hilfe wurde es ab den 1970er Jahren in der Psychologie erstmals möglich, die Fähigkeit zu messen, mit komplexen Problemen umzugehen. Vorlagen für Mikrowelten stammen häufig aus den Bereichen Wirtschaft, Medizin oder Politik.

## Aufbau
Mikrowelten bestehen aus mehreren Variablen, die durch verdeckte Beziehungen untereinander zu einem System vernetzt sind. Jede Variable steht dabei für eine Eigenschaft der simulierten Problemsituation. Ähnlich wie bei einem Computerspiel werden Informationen über den aktuellen Zustand der Mikrowelt und ihrer Variablen auf dem Bildschirm dargeboten. Durch Eingriffe in die Programmoberfläche kann der Benutzer die Werte einzelner Variablen verändern. Dadurch wird es möglich, den Zustand der gesamten Mikrowelt zu beeinflussen und Informationen über die Beziehungen zwischen den Variablen zu gewinnen.

## Formale Eigenschaften einer Mikrowelt
Mikrowelten im Sinne der psychologischen Diagnostik können eine Vielzahl an unterschiedlichen, reellen Problemsituationen simulieren, so dass die Mikrowelten sehr verschiedenartige Inhalte abbilden. Trotzdem lassen sich in Anlehnung an den Eigenschaften eines komplexen Problem drei formale Eigenschaften identifizieren, die den meisten Mikrowelten gemein sind:
Komplexität: Mikrowelten zeichnen sich durch eine Vielzahl von Variablen aus, die durch verdeckte Zusammenhänge miteinander vernetzt sind. Als Faustregel kann man sagen, dass Mikrowelten umso komplexer werden, je mehr Variablen und Zusammenhänge zwischen diesen Variablen sie beinhalten.
Dynamik: Durch die Zusammenhänge zwischen den Variablen ergeben sich sogenannte Dynamiken. Das bedeutet, dass die Veränderung einer Variable ungeplante Veränderungen anderer Variablen mit sich ziehen kann. Ein Sonderfall davon sind Eigendynamiken. Sie bewirken, dass sich der Zustand einer oder mehrerer Variablen auch ohne Eingriff des Benutzers verändern können.
Undurchsichtigkeit: Die meisten Mikrowelten geben dem Benutzer nicht alle Informationen preis, sondern lassen gezielt einige Variablen und Zusammenhänge unsichtbar. Und selbst für den Fall, dass alle relevanten Informationen bekannt sind, ist es für den Benutzer durch die hohe Komplexität schwierig bis unmöglich, sie alle gleichzeitig zu berücksichtigen.
Eine Klassifizierung oder Vergleichbarkeit lässt sich allerdings auch mit diesen 3 Kriterien nur schwer realisieren. Tatsächlich zeigt sich, dass sich Mikrowelten durch unterschiedliche Eigenschaften beschreiben lassen, deren Wechselwirkungen es zusätzlich erschwert, beispielsweise eine Mikrowelt als schwieriger im Vergleich zu einer anderen Mikrowelt einzuordnen.

## Beispiele von Mikrowelten
Lohhausen: In diesem Szenario von Dietrich Dörner aus dem Jahr 1979 übernimmt der Benutzer die Rolle des Bürgermeisters der fiktiven Kleinstadt Lohhausen. Seine Aufgabe ist es, der Stadt innerhalb eines bestimmten Zeitraums (10 simulierte Jahre) zu wirtschaftlichem Aufschwung zu verhelfen. Diese historisch erste Mikrowelt wird von ca. 2000 Variablen bestimmt und gilt noch heute als äußerst komplex. Das Programm wurde ursprünglich in Simula programmiert. Versuche einer Neuprogrammierung und damit einer Nutzbarmachung für die aktuelle Forschung scheinen bisher nicht erfolgreich zu sein, so dass diese Mikrowelt vor allem aus historischen Gesichtspunkten relevant ist.
Schneiderwerkstatt: Der Problemlöser hat bei dieser Mikrowelt von Wiebke Putz-Osterloh aus dem Jahr 1981 die Aufgabe, eine Schneiderwerkstatt gewinnbringend zu führen. Zu diesem Zweck muss innerhalb von zwölf Spielrunden durch die Beeinflussung mehrerer Variablen der Wert des Unternehmens gesteigert werden. Die Schneiderwerkstatt wurde von verschiedenen Forschungsgruppen in unterschiedlichen Versionen genutzt. Dabei haben elaborierte Analysen der Mikrowelt gezeigt, dass die ursprünglichen Bewertungsvorschriften auf Grund suboptimaler Variablenzusammenhänge unbrauchbar waren, um die Leistung der Problemlöser zu bewerten. Daraufhin fand eine Anpassung der Mikrowelt sowie die Entwicklung unterschiedlicher Bewertungsvorschriften statt. Die Schneiderwerkstatt ist in der Forschung zum komplexen Problemlösen eine der am meisten genutzten Mikrowelten. In englischsprachigen Forschungsberichten wird die Mikrowelt als Tailorshop bezeichnet.
Moro / Tanaland / Dagu In der Rolle eines Entwicklungshelfers soll der Benutzer die Lebensbedingungen eines Nomadenstammes (Moro) in der Sahelzone verbessern. Dazu müssen finanzielle Ressourcen für die Bekämpfung mehrerer Teilprobleme aufgeteilt werden, wobei der Entwicklungshelfer sehr umfassende Eingriffsmöglichkeiten hat. Zu Beginn der Simulation umfasst die Stammesgruppe etwa 650 Menschen sowie mehrere Rinderherden, die der Ernährung des Stammes dienen. Ein großer Teil des Viehbestands wird regelmäßig durch eine Krankheit vernichtet, zusätzlich erschweren Hungerkatastrophen und eingeschränkte Möglichkeiten der Landwirtschaft die Lebensbedingungen. Die Mikrowelt besteht aus mehreren, untereinander vernetzten Teilsystemen (z. B. Bevölkerung, Arbeit, Wasserkreislauf, Vegetation). Erste wissenschaftliche Publikationen zu der Simulation wurden 1986 von Stefan Strohschneider veröffentlicht; die Mikrowelt wurde in mehreren Folgestudien in verschiedenen Versionen mit unterschiedlichen Namen (z. B. Tanaland, Dagu) eingesetzt. Da die Akteure meist keine gute Leistung in der Simulation zeigten und die inhaltliche Einbettung (Entwicklungshilfe) zur damaligen Zeit von besonderen Interesse war, wurden die Studienergebnisse auch in den nicht-wissenschaftlichen Medien diskutiert.
Peacemaker: Diese Computerspiel von ImpactGames aus dem Jahr 2008 in Form einer Mikrowelt simuliert das kritische Thema des Nahostkonflikts. Der Benutzer bekommt die Rolle eines Friedensstifters und soll versuchen, eine friedliche Lösung herbeizuführen. Dazu stehen eine große Bandbreite an Informationsmaterialien über die beteiligten Parteien sowie die Hintergründe des Konflikts bereit.
FSYS: Das Szenario wurde auf Grundlage der Diagnostik der operativen Intelligenz von Dietrich Wagener entwickelt. Im Gegensatz zu den üblichen Mikrowelten enthält FSYS zusätzlich zu den Leistungsmaßen (hier: Gesamtvermögen) auch noch Verhaltensmaße zur Maßnahmengüte, Informationsgewinnung und Selbstmanagement. Inhaltlich wurde das Szenario in einen forstwirtschaftlicher Betrieb eingebettet. Dabei sind fünf Waldstücke zu bewirtschaften, Vorwissenseffekte sind u. a. durch Phantasienamen reduziert.

## Anwendungsfelder
Problemlöseforschung: Mikrowelten legten den Grundstein für die Erforschung der Fähigkeit, komplexe Probleme zu lösen (komplexe Problemlösefähigkeit). Dazu wurde Benutzern eine Mikrowelt in einem Anfangszustand präsentiert und die Aufgabe erteilt, einen Zielzustand herbeizuführen. Die ernüchternden Befunde zum Abschneiden in derartigen Aufgaben bildeten den Anstoß für eine lange Debatte über komplexe Problemlösefähigkeit und die Verwendung von Mikrowelten als psychologische Diagnostikinstrumente.
Personalauswahl und -Entwicklung: Mikrowelten kommen neben anderen Verfahren wie Intelligenztests oder Interviews häufig im Rahmen der Personalauswahl zum Einsatz. Da es oft unethisch oder nicht umsetzbar ist, die Fähigkeiten der Bewerber an echten Problemen zu testen, müssen Computersimulationen diesen Zweck erfüllen. Auch Maßnahmen der Personalentwicklung können mithilfe von Mikrowelten verwirklicht werden. Paradebeispiele dafür sind Flug- und Fahrzeugsimulationen, bei denen spezielle Manöver geübt oder neue Bedienelemente getestet werden können. Grundsätzlich werden die meisten Szenarien sowohl für die Personalauswahl als auch für die Personalentwicklung verwendet.
Informatik: Mikrowelten werden in der Informatik genutzt, um das Erlernen von Programmiersprachen zu erleichtern. Dabei kann die Mikrowelt durch Eingabe der richtigen Programmierbefehle beeinflusst werden. Die graphische Oberfläche liefert eine unmittelbare Rückmeldung darüber, ob der Befehl richtig eingegeben wurde. Dadurch eignen sich Mikrowelten in der Informatik besonders für Anfänger einer Programmiersprache. Ein bekanntes Beispiel aus diesem Bereich ist der Java-Hamster, der mittels Befehlen durch ein Labyrinth geführt werden soll.

## Kritik
Kritiker führen insbesondere drei Schwachstellen der Mikrowelten an:
Mangelnde Objektivität: Problematischerweise beeinflusst das Verhalten des Benutzers im Anfangsstadium den nachfolgenden Verlauf der Simulation. Das bedeutet, dass in späteren Runden die einzelnen Benutzer zum Teil sehr unterschiedliche Situationen bearbeiten. Das Endresultat ist also zwischen den Benutzern nicht mehr vergleichbar. Dennoch wird bei den meisten Mikrowelten lediglich das Endresultat zur Leistungsbeurteilung herangezogen, nicht aber der Weg dorthin. Bei vielen Mikrowelten ist oft nicht einmal klar, wie der optimale Lösungsweg aussieht. Das bedeutet, dass es keinen verlässlichen Vergleichsstandard für die Leistungsbewertung gibt. Das Abschneiden eines Benutzers kann also nur relativ mit dem anderer verglichen werden.
Mangelnde ökologische Validität: Trotz des Versuchs, „die Realität in den Computer“ (Dietrich Dörner, 2007) zu holen, ist es immer noch fraglich, inwiefern die Leistung bei der Bearbeitung einer Mikrowelt auf den Alltag übertragbar ist. So werden viele Mikrowelten zum Beispiel zeitlich komprimiert. Entwicklungen, die in der Realität sehr viel länger dauern würden, geschehen in direkter Reaktion auf die Eingaben des Benutzers. Der größte Unterschied besteht allerdings in der Motivation der Benutzer. In der Realität kann das Scheitern des Verantwortlichen katastrophale Konsequenzen für alle Betroffenen bedeuten. Dass ein schlechtes Abschneiden in einer Mikrowelt dieselbe Anspannung im Benutzer erzeugen kann, ist nur schwer vorstellbar.
Mangelnde Reliabilität: Die Messgenauigkeit der Mikrowelten ist oft nicht gut untersucht. Dies lässt sich unter anderem aus ihrer langen Bearbeitungsdauer erklären. Weiterhin wird die Bestimmung der Messgenauigkeit durch die mangelnde Objektivität der Mikrowelten erschwert. Wo die Messgenauigkeit überprüft wurde, sind die Ergebnisse meist eher unbefriedigend.